# Срчани удар (албум)
Срчани удар је дебитантски студијски албум фолк певачице Мине Костић, издат 2000. године за Бест рекордс. Песма Мој лепи је обрада песме Ане Виси, а Славија, дует са Џејом Рамадановским је обрада песме Нина Д'Анђела. За песме Мој лепи и Црно сунце су снимљени музички спотови. Албум је радио Фута бенд, а на њему су текстове писале Марина Туцаковић и Љиљана Јорговановић.

## Списак песама
Аутор(и) свих текстова: Марина Туцаковић, Љиљана Јорговановић осима за песму Пречица Саша Милошевић. 
| №  | Назив            | Музика                    | Трајање |  |
| 1. | Срчани удар      | Александар Радуловић Фута | 3:27    |  |
| 2. | Мој лепи         | Никос Карвелас            | 5:15    |  |
| 3. | Славија          | Нино Д'Анђело             | 4:00    |  |
| 4. | Тражи даље       |                           | 5:18    |  |
| 5. | Пречица          | Станиша Трајковић Нише    | 3:15    |  |
| 6. | Разведи се од ње | Станиша Трајковић Нише    | 3:47    |  |
| 7. | Ко ће коме       | Станиша Трајковић Нише    | 3:32    |  |
| 8. | Црно сунце       | Драгиша Баша              | 3:26    |  |
| 9. | Плаче ми се      | Станиша Трајковић Нише    | 3:29    |  |